# ناختسهایم
ناختسهایم (به آلمانی: Nachtsheim) یک شهر در آلمان است که در ماین-کبلنتس واقع شده‌است. ناختسهایم ۵۸۶ نفر جمعیت دارد.